# Karekyathanahalli, Hangal
Karekyathanahalli là một làng thuộc tehsil Hangal, huyện Haveri, bang Karnataka, Ấn Độ.